# Antonín Kinský (fotbalista, 1975)
Antonín Kinský st. (* 31. května 1975 Praha) je bývalý český profesionální fotbalový brankář. Svou hráčskou kariéru ukončil v roce 2010 v ruském týmu FK Saturn Ramenskoje. Mezi lety 2002 a 2006 odehrál také 5 zápasů v dresu české reprezentace a zúčastnil se MS 2006 a ME 2004.

## Klubová kariéra
Kinský nastoupil v české nejvyšší soutěži k 137 utkáním. V lize debutoval v sezóně 1997/98 a zahrál si za Příbram a Liberec. Antonín Kinský získal jeden titul s Libercem, a to v roce 2002.
V roce 2005 se přesunul do ruského klubu FK Saturn Ramenskoje. V prosinci 2010 ukončil svou hráčskou kariéru.
Kinský se stal v pořadí 17. členem Klubu ligových brankářů, který sdružuje české gólmany, kteří vychytali alespoň ve 100 prvoligových zápasech čisté konto (nedostali gól).

## Reprezentační kariéra
Svůj první zápas v reprezentaci odehrál 13. února 2002 proti Kypru (výhra 4:3).
Na turnajích (ME 2004 v Portugalsku a MS 2006 v Německu) si nezahrál, působil v roli náhradníka.

## Osobní život
S manželkou Martinou má dceru Andreu a syna Antonína, který je také profesionálním fotbalovým brankářem.